# Crédit commercial de France
Il Crédit commercial de France (CCF), operante con il marchio HSBC France tra il 2008 e e il 2023, è una banca francese fondata nel 1894 come Banque suisse et française. Il 15 gennaio 1917, la Banque suisse et française diviene il Crédit commercial de France a seguito della fusione fra la Caisse de crédit de Nice, la Banque suisse et française e la Maison Aynard et fils. Alla fine degli anni 1920, era la sesta banca del Paese e la seconda banca del settore privato.
Acquistata nel 2000 dal gruppo bancario britannico HSBC, la CCF ha adottato nel novembre 2005 il marchio HSBC France. Ha poi ripreso il suo nome iniziale il 1º gennaio 2024, a seguito del suo acquisto da parte di Cerberus Capital Management attraverso la sua filiale francese My Money Group (MMG).
Il nuovo gruppo bancario, con sede a Parigi, è organizzato in numerose filiali: da una parte le attività di banca commerciale – riprese da HSBC – e dall'altra le attività di consolidamento debiti e di servizi finanziari creata da My Money Group (MMG) all'interno di una holding di nome «Groupe CCF» (Promontoria MMB SAS). L'insieme delle attività del gruppo CCF è controllato dal fond vautour americano Cerberus Capital Management.

## Storia

### Banque Suisse et Française (1894)
I finanzieri Ernest Méjà e Benjamin Rossier fondarono il 1º luglio 1894 la Banque Suisse et Française (BSF, "Banca svizzera e francese") al 27 di rue Laffite a Parigi. In precedenza avevano lavorato insieme per la Swiss Banque Fédérale SA, la cui filiale di Parigi costituì il nucleo iniziale della nuova impresa. Méjà rimase amministratore delegato congiunto della banca con Rossier fino alla sua morte nel 1910. Rossier continuò poi a dirigere la banca fino al suo pensionamento nel 1936.

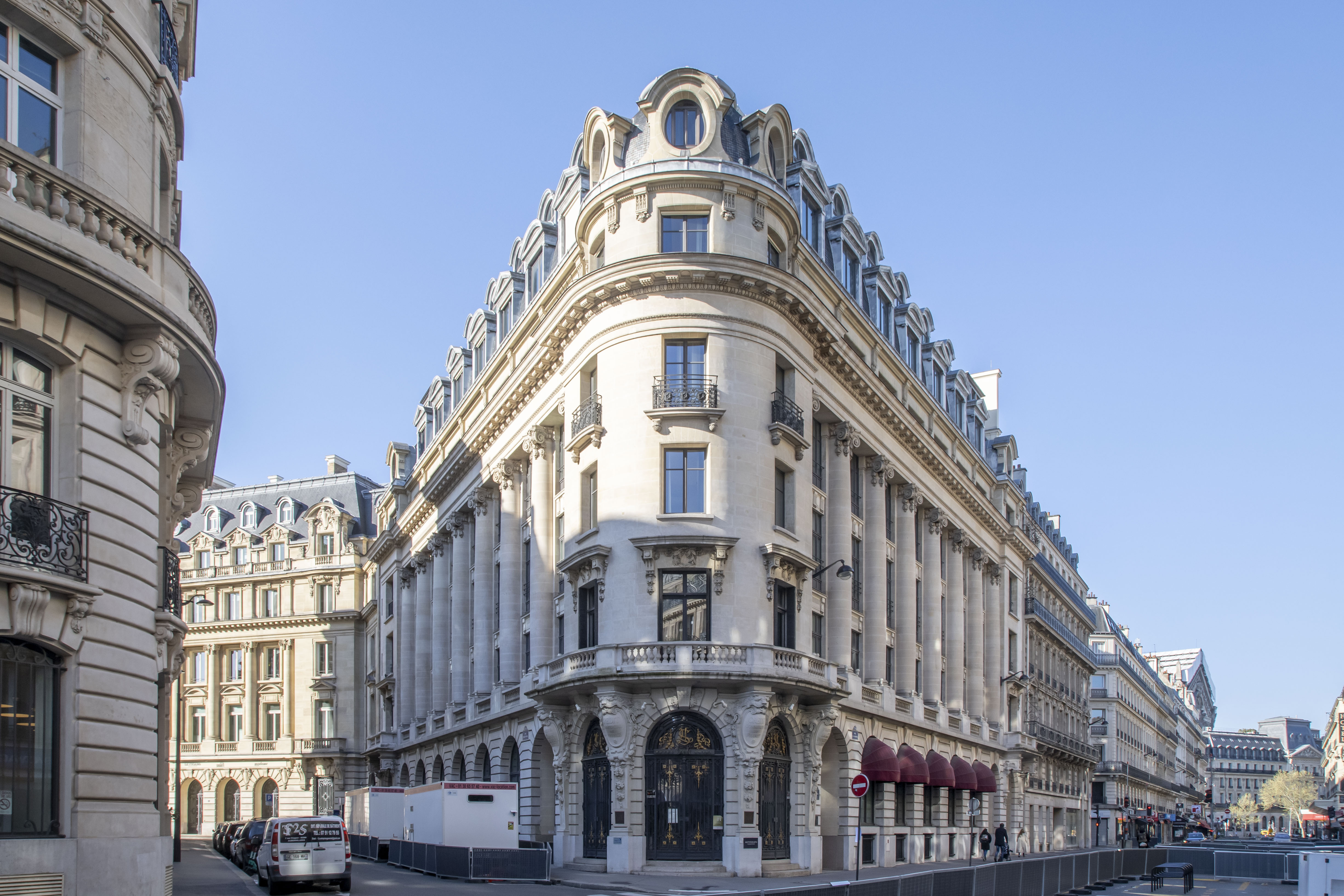
La sede centrale di BSF, quindi di CCF dal 1908 al 1922 al numero 20 di rue La Fayette a Parigi

Fin dai suoi primi giorni, la BSF si interessò attivamente al commercio e all'industria. È stato sviluppato un rapporto di lavoro di successo con i grandi magazzini parigini Galeries Lafayette. La banca ha inoltre contribuito a finanziare la costruzione della nuova metropolitana di Parigi e l'installazione dell'illuminazione pubblica nella capitale. Il successo iniziale dell'attività portò ad una notevole espansione. Il numero dei dipendenti aumentò di dieci volte all'inizio del secolo. Dal 1912, la banca iniziò a sviluppare una rete di filiali, con l'apertura di 14 uffici a Parigi e il primo ufficio provinciale a Lilla. Fu acquisito anche un ufficio a Marsiglia quando nel 1914 furono rilevate le attività della Banque du Colombie di quella città.

### Crédit commercial de France (1917)

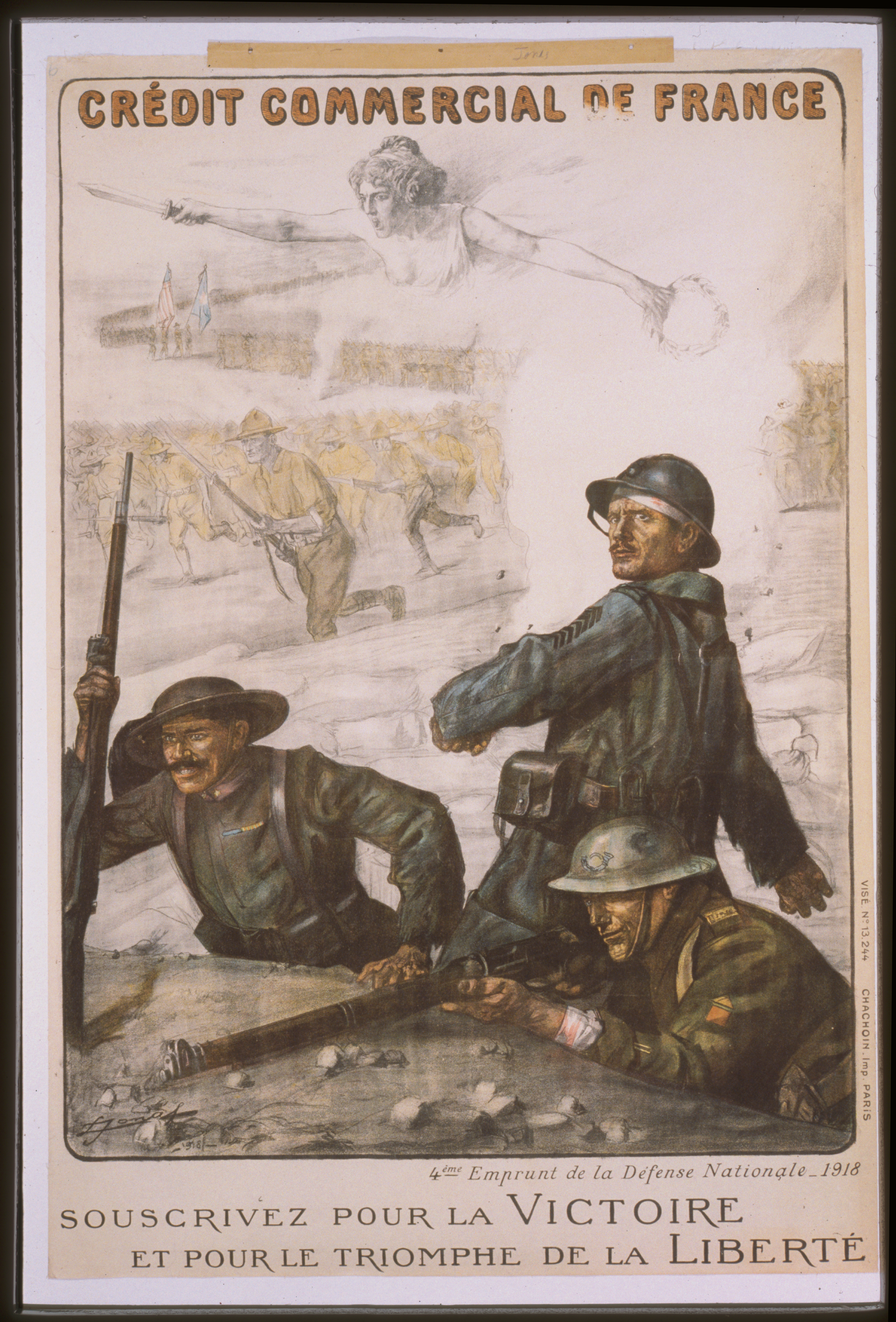
Manifesto del Crédit commercial de France in data 1918

Nel gennaio 1917, gli azionisti della Banque suisse et française approvano un progetto di fusione con due banche regionali, la Maison Aynard et fils a Lione e la Caisse de crédit de Nice. L'entità che ne deriva prende il nome di «Crédit Commercial de France». Due anni dopo, acquisisce le attività della Banque de Bordeaux. La CCF acquisisce successivamente altre banche e diventa, alla fine degli anni 1920, la sesta banca di Francia.
Negli anni 1960, sotto la presidenza di Jacques Merlin, la CCF s'impegna in una politica d'espansione, il numero di dipendenti passa a più di 200. In quest'epoca sono anche creati i servizi degli affari industriali e quelli internazionali della banca.
Nel 1979, Jacques Merlin lancia una lunga campagna pubblicitaria con lo slogan «La banque de la réussite», che fa passare il numero degli azionisti da 17.000 a 34.000

### Privatizzazione (1987)
Nel 1982, la nazionalizzazione della banca avvenne nel quadro della legge di nazionalizzazione del 13 febbraio 1982. Dal 1986 al 1993, il suo presidente e amministratore delegato Michel Pébereau realizza la privatizzazione del gruppo, poi quella della Banque nationale de Paris nel 1993, che diventerà BNP Paribas.
Dopo la sua privatizzazione, il gruppo CCF ha preso il controllo della Banca Chaix nel 1987, venduta nel 2008 al gruppo francese BPCE.

### HSBC France (2000)

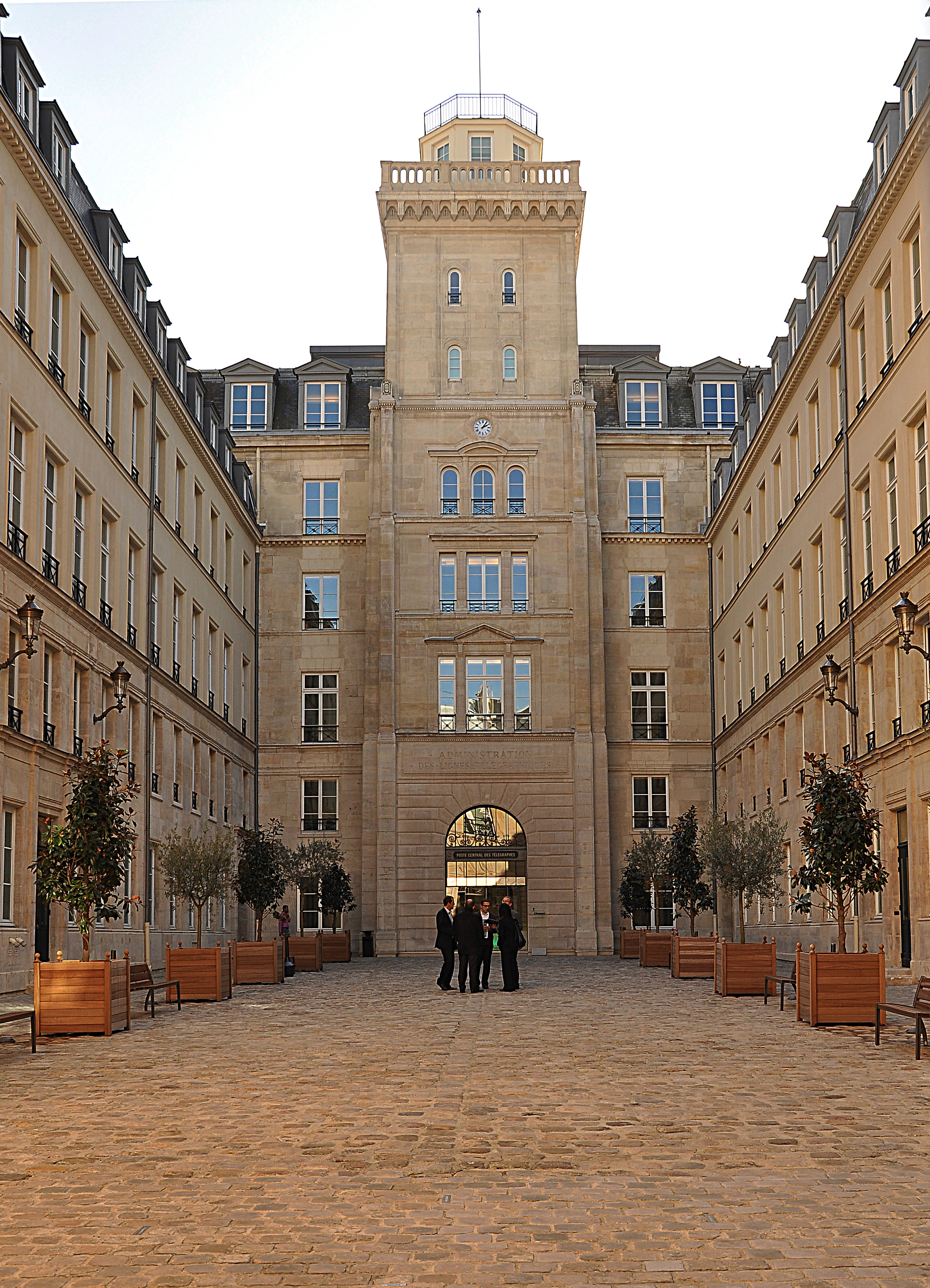
Sede del Crédit commercial de France dal 2023 situata a Parigi al 103, rue de Grenelle

Nel luglio 2000, il gruppo CCF è stato acquistato dal gruppo britannico HSBC. Quello stesso mese, HSBC Holdings plc fu quotata per la prima volta alla Borsa di Parigi. Sotto la proprietà di HSBC, CCF ha continuato ad espandersi con l'acquisto di Banque Pelletier nel 2000 e Banque Hervet nel 2001. Dopo un raggruppamento delle reti nel 2005, si è fuso nel 2008 con l'Union de Banques à Paris, la Banque Hervet e la Banque de Baecque Beau sotto il nome di HSBC France.

### Rinascita di CCF (2023)
Nel giugno 2021, HSBC Continental Europe ha annunciato la vendita della sua banca al dettaglio francese al fondo americano di private equity Cerberus Capital Management attraverso la sua filiale My Money Group (MMG) e intende far rivivere il marchio commerciale Crédit di France con "un'immagine e soluzioni innovative”. Il gruppo My Money era nato dall'acquisizione nel 1995 di SOVAC, una filiale di Citroën, da parte di General Electric ed operava sotto il nome di My Money Bank.
Il 1º gennaio 2024, la rete di agenzie bancarie al dettaglio di HSBC France ha integrato la nuova entità CCF SA, derivante dall'attività Caribbean Banking. Di conseguenza, il Gruppo My Money è diventato il Gruppo CCF.

## Organizzazione

### Presidenti-direttori generali
- Alexandre Halet : 1894-1902
- Théodore Faverger : 1902-1904
- Adolphe Salles : 1904-1924
- Maurice Koechlin : 1925-1926
- Georges Siegfried : 1926-1940
- Jean Davillier : 1940-1941
- Georges-Jean Painvin : 1941-1944
- Jean Davillier : 1944-1958
- Raymond Merckling : 1958-1960
- Jacques Merlin : 1961-1976
- Jean-Maxime Lévêque : 1976-1982
- Guy Raoul-Duval : 1982
- Daniel Deguen : 1982-1984
- Claude Jouven : 1984-1985
- Gabriel Pallez : 1985-1987
- Michel Pébereau : 1987-1993
- Charles de Croisset : 1993-2004
- Charles-Henri Filippi : 2004-2005 (diviene successivamente PDG de HSBC France)
- Peter Boyles : 2007, Britannico nominato alla direzione di HSBC France dopo Charles-Henri Filippi

### Direttori generali
- Michel Pébereau : 1982-1996
- Fabienne Keller : 1996-2001
- Jacques Rouquette : 2024-[13]